# 양곤 동물원

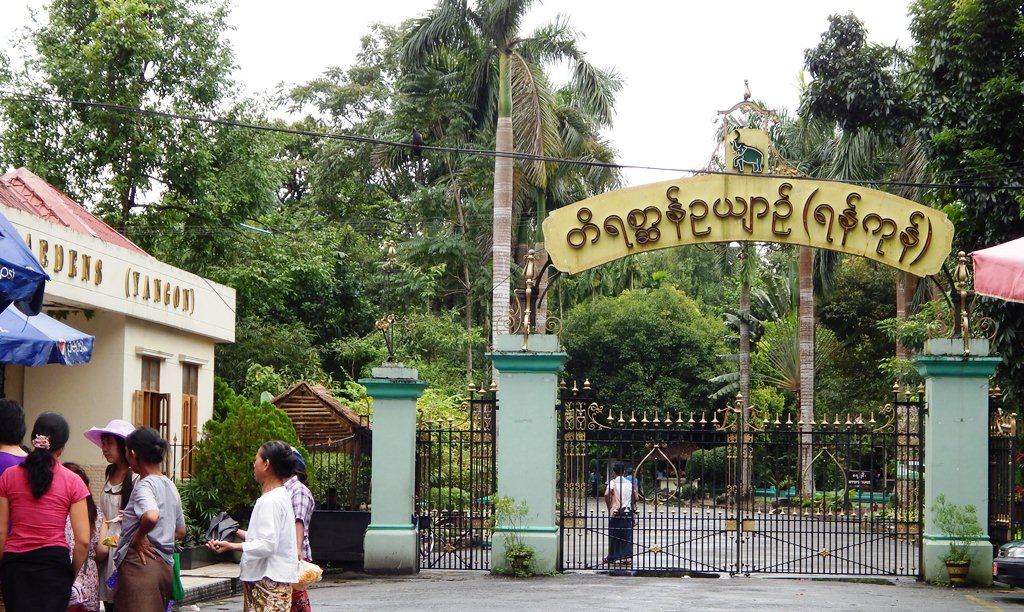

양곤 동물원은 미얀마 양곤에 있는 동물원이다. 1906년 1월 25일 문을 열었다. 깐도지 호수 바로 옆에 위치하고 있으며, 가운데 커다란 연못이 있고, 입구에서 오른쪽에는 정원이 있다.